# Lukács József (színművész)
Lukács József (Nagykanizsa, 1937. december 23. – Budapest, 2025. február 3.) Aase-díjas magyar színész, író.

## Életpályája
1958-ban Közgazdasági Technikumban érettségizett Zalaegerszegen. 1961-ben színészként végzett Rózsahegyi Kálmán Színészképző Iskolájában. 
Pályáját a kecskeméti Katona József Színházban kezdte. 1963-tól az Állami Déryné Színházhoz szerződött. 1970-től egy évadot a szolnoki Szigligeti Színházban töltött. 1971-től a Békés Megyei Jókai Színház, 1977-től a Pécsi Nemzeti Színház társulatának volt tagja. 1983-tól 2011-ig Veszprémben játszott, a Veszprémi Petőfi Színház és a Pannon Várszínház művészeként. 
Csonka délibáb című regénye folytatásokban az Országhatár című határőr magazinban jelent meg 1992-ben és 1993-ban. 2010-ben könyvalakban is kiadták (Csonka délibáb címmel). A mű a hortobágyi munkatáborokról szól. 2015-ben film is készült belőle, melyben Bandi bácsi szerepét alakította. 2001-ben Aase-díjat kapott.

## Fontosabb színházi szerepeiből
- Szabó Magda: Kígyómarás... Tóth
- Carlo Goldoni: Mirandolina... Ripafratta lovag
- William Shakespeare: Othello... Cassio
- William Shakespeare: Titus Andronicus... Lucius
- William Shakespeare: Rómeó és Júlia... Lőrinc barát
- William Shakespeare: Szentivánéji álom... Egéus (Hermia atyja)
- Leonyid Zorin: Varsói melódia...Viktor
- Molière: Képzelt beteg... Argan
- Molière: Dandin György... Sotenville
- Molnár Ferenc: Doktor úr... dr Sárkány
- Katona József: Bánk bán... Tiborc
- Katona Imre – Ruszt József: Magyar passió... Kajafás
- Balogh Elemér – Kerényi Imre – Rossa László: Csíksomlyói passió... Deus páter
- Teleki László Kegyenc... Valentianus császár (Gyulai Várszínház)
- Valentyin Petrovics Katajev – Aldobolyi Nagy György: Bolond vasárnap... Kosztya
- Tamási Áron: Boldog nyárfalevél... Kupás Tódor
- Kertész Ákos: Névnap... Guszti
- George Bernard Shaw: Tanner John házassága... Mendoza
- August Strindberg: Álomjáték... Viktor
- Giulio Scarnacci – Renzo Tarabusi: Kaviár és lencse... Leonida Papagatto
- Bertolt Brecht: Toborzó... őrmester
- Szakonyi Károly: Hongkongi paróka... Sas Béni
- Eisemann Mihály: Én és a kisöcsém... Zolestyák
- Spiró György: Az imposztor... Rogovszki
- Georges Feydeau: Egy hölgy a Maximból... Mongicuort
- Georges Feydeau: Bolha a fülbe... Baptistin
- Sütő András: Vigyorgó búbánat...Isten
- Arthur Miller: Az ügynök halála... Charley
- Eugène Ionesco: A kopasz énekesnő... Tűzoltó
- Friedrich Schiller: Ármány és szerelem... Miller
- Szigethy Gábor: Bohócparádé... cirkuszigazgató
- Szigethy András: Kegyelem... Nagy Imre
- Örkény István: Tengertánc... (monodráma)
- Örkény István: Macskajáték... Józsi
- Herczeg Ferenc: Bizánc... Jovanni
- Szophoklész: Antigoné... Teiresiás
- Szophoklész: Oidipusz király és Oidipusz Kolónoszban... Pásztor Thébában
- Nyikolaj Vasziljevics Gogol: A revizor... Pjotr Ivanovics Dobcsinszkij (birtokos)
- Thornton Wilder Házasságszerző... Wandergender
- Alan Jay Lerner – Frederick Loewe: My fair lady... Pikering ezredes
- Németh László: Galilei... Castelli apát
- Friedrich Dürrenmatt: Az öreg hölgy látogatása... Polgármester
- Sebő József: Moirák... Bálint professzor, hadbíró
- Gabnai Katalin: Táltos János... János
- Carlo Collodi – Litvai Nelli: Pinokkió... Dzsepettó
- Neil Simon: Pletyka... Welch (rendőr őrmester)
- Lionel Bart: Oliver... Mr. Brownlow (gazdag úriember)

## Díjak, elismerések
- Nívódíjak
- Városunkért Nívódíj (Békéscsaba) (1975)
- Várszínházért díj – Gyula városának művészeti díja (1980)
- Szocialista Kultúráért (1987)
- Aase-díj (2001)

## Önálló estek
- Örkény-egypercesek
- Déry Tibor-est

## Filmek, tv
- Gyula vitéz télen-nyáron (1970)
- Nyulak a ruhatárban (1972)
- Ki van a tojásban? (1974)
- Nem élhetek muzsikaszó nélkül (1978)
- Anyám könnyű álmot ígér (1979)
- Özvegy és leánya (sorozat)

Fejedelmi vadászat című rész (1983)
- Redl ezredes
- Patika (sorozat)

7 rész, 13. rész (1995) ... pincér
- Honfoglalás (1996)
- Kisváros (sorozat)

Gyilkos játszma I-II. rész (2000)
- Sorstalanság (2005)
- Diplomatavadász (sorozat)

Lovagok ne kíméljenek című rész (2010) ... Szellő András
Forró szív és hideg kéz című rész (2010) ... Szellő András
- Hacktion: Újratöltve (sorozat)

12 óra (2013)...Órásmester
- Csonka délibáb (2015)... Bandi bácsi

## Művei
- Csonka délibáb I–IV.; in: Országhatár, 1993/16–29. sz.[3]
- Útleírások Erdélyről (in: Országhatár, 1994)
- Csonka délibáb. Élet rendőrök, fegyverek és kutyák árnyékában. Dokumentumregény; Alterra, Budapest, 2007
- Csonka délibáb. Kényszerutazás Tófej állomástól a debreceni Déri Múzeumig. Dokumentumregény; Hungarovox, Budapest, 2010